# 中川久慶
中川 久慶（なかがわ ひさよし）は、豊後国岡藩の第7代藩主。

## 略歴
宝永5年（1708年）3月8日、安芸広島藩主・浅野綱長の4男として生まれる。元文2年（1737年）閏11月25日、第6代藩主・中川久忠の養子となる。元文3年（1738年）12月18日、従五位下・山城守に叙任する。寛保2年（1742年）12月19日、久忠の死去により家督を継いだ。
藩政刷新を目指して目安箱を設置しようとするなど、藩政改革に意欲を示していたが、久忠の後を追うように寛保3年（1743年）10月30日に死去した。享年36。跡を養子の久貞が継いだ。

## 系譜
- 父：浅野綱長（1659年 - 1708年）
- 母：不詳
- 養父：中川久忠（1697年 - 1742年）
- 正室：清 - 中川久忠の養女、中川久周の娘
- 生母不明の子女
  - 男子：中川祐丸
- 養子
  - 男子：中川久貞（1724年 - 1790年） - 松平信祝の次男
  - 女子：中川久貞正室 - 中川久虎の娘